# Palazzo Cavina

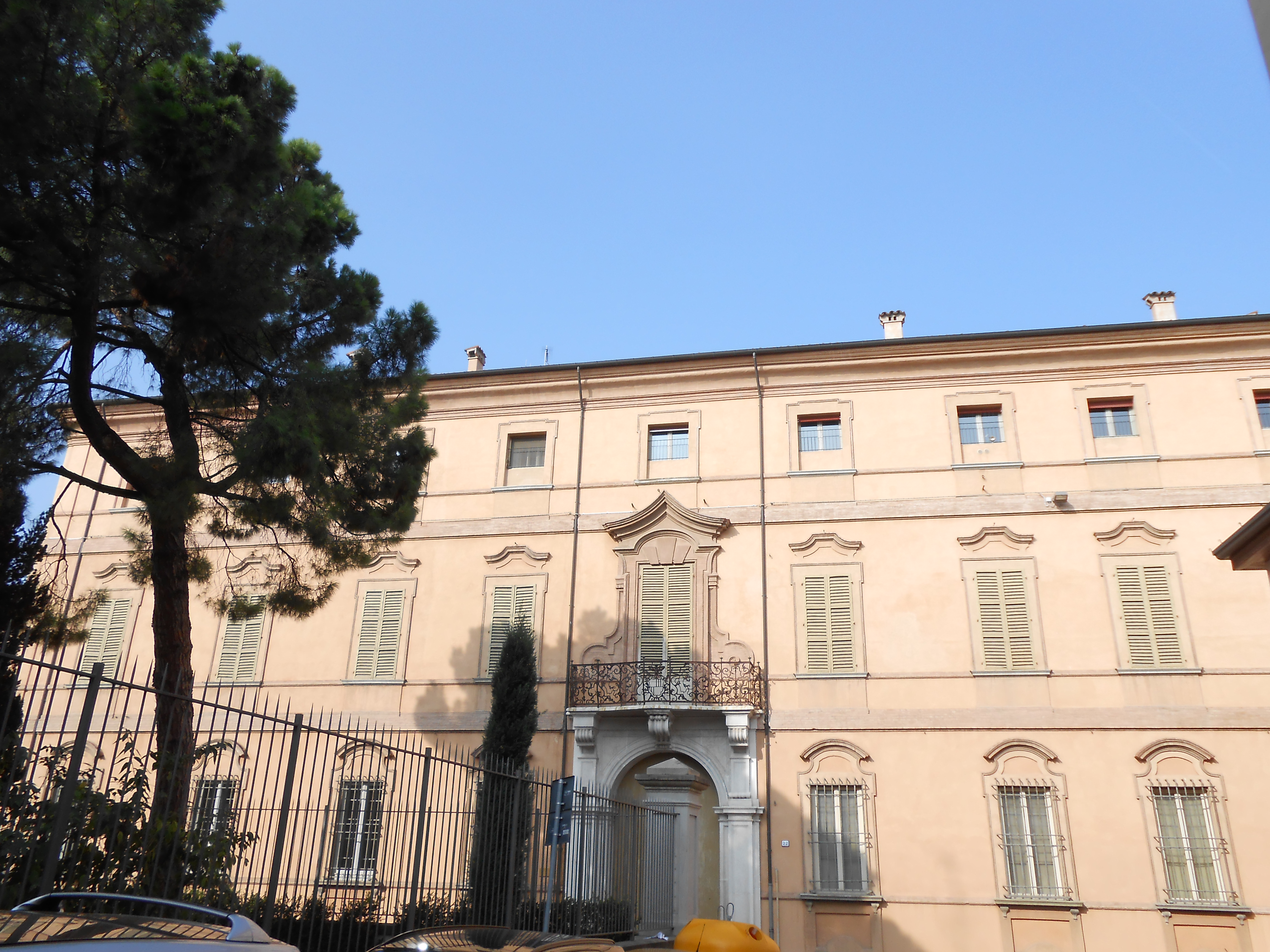
Palazzo Cavina in Faenza

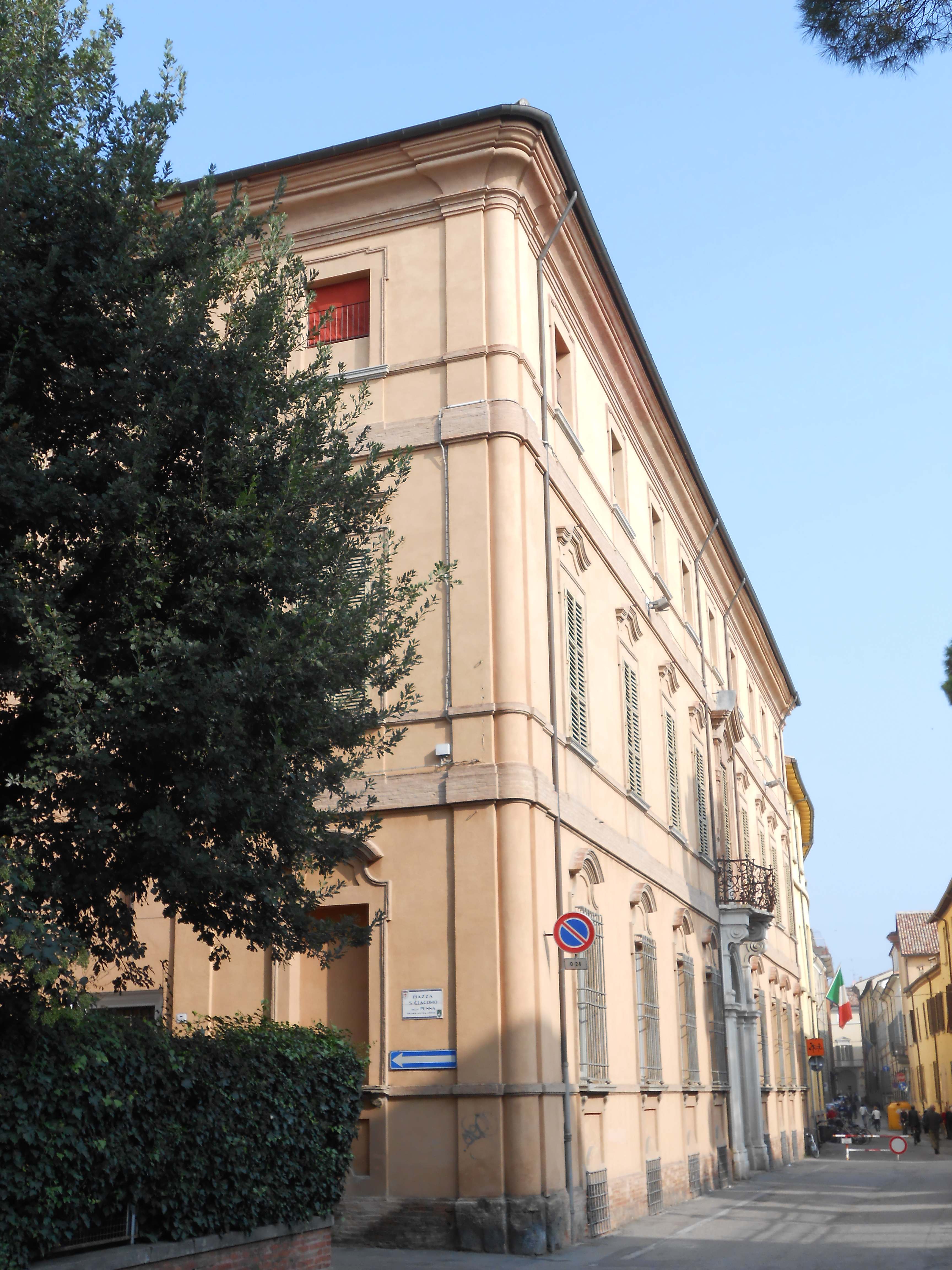
Seitenansicht der Fassade

Der Palazzo Cavina ist ein Palast aus dem 18. Jahrhundert in  Faenza in der italienischen Region Emilia-Romagna. Er liegt in der Via Castellani 22.

## Geschichte
Der barocke Palast wurde um 1740 unter der Leitung von Raffaele Campidori für einen Zweig der Familie der Grafen Naldi errichtet. Über dem Portal aus istrischem Sandstein ist ein Balkon mit gusseisernem Geländer angebracht, in dessen Mitte das Wappen der Naldis angebracht ist. 1814 kaufte die Gräfin Lucrezia Costa, die Witwe des Grafen Romano Cavina, den Palast; sie beauftragte 1816 Felice Giani mit der Ausschmückung von zwei Sälen im ersten Obergeschoss. Am 14. Mai 1882 besuchte Don Bosco den Grafen Marcello Cavina, der schwer krank darniederlag, in diesem Palast und brachte ihm und seiner Familie Frieden und Zuspruch. Ende des 19. Jahrhunderts war der Palast Sitz der Associazioni cattoliche faentine (dt.: Katholische Vereinigungen von Faenza), bevor 1906 das vor dem Palast liegende Casa del Popolo erbaut wurde. Die Cavinas zogen in ihren Palast in Fognano um, ebenso wie ihre Sammlung von antiken Waffen, die im Ballsaal eingerichtet war. In den 1960er-Jahren wurde der Italienische Garten hinter dem Palast, in dem Zitronenbäume standen, verkauft und zerstört, um dort zwei Eigentumswohnungen zu errichten. Ende des 20. Jahrhunderts wurde der Palazzo Cavina umfassend restauriert und saniert. Ein Teil der originalen Möbel aus dem Palast ist heute im Palazzo Milzetti zu sehen.

## Familie

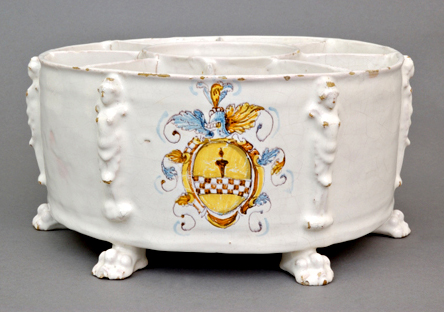
Wappen der Cavinas auf einer Schale aus den 16. Jahrhundert, die im Museo Internazionale delle Ceramiche in Faenza ausgestellt ist

Die historische Überlieferung besagt, dass die Familie Cavina, die aus einem Zweig der Familie Spinola aus Genua abstammte, sich im 13. Jahrhundert im Tal des Lamone niederließ (im alten Gerichtsbezirk der De' Faentinis), ihren Namen in „Cavina“ änderten und im 15. Jahrhundert einige Türme an einem Ort errichteten, der diesen Namen trug und beim Kanal von Brisighella lag. Von den alten Befestigungen sind zwei bis heute erhalten; den Torre Cavina ließ Antonio Cavina errichten und besaß ihn auch, und den Torre Cavina-Pratesi, die vermutlich deshalb gerettet wurden, weil sie in Bauernhäuser umgebaut wurden.
Zu dieser Familie (von der die Abbildung eines rot geschachteten Wappens mit einem Dorn darüber auf einer Glasschale aus dem 16. Jahrhundert erhalten ist, die im Museo Internazionale delle Ceramiche in Faenza ausgestellt ist) gehörten Juristen und Militärs. Darunter ist Ostasio da Cavina, der in den Papieren von Faenza 1410 anlässlich der Erstellung der neuen Stadtsatzung erscheint, eine Aufgabe, die ihm und einen weiteren Rechtsberater, Bernardo Casali, übertragen worden war. Gegen Ende desselben Jahrhunderts stand Rosso Cavina an der Spitze der Unzufriedenheit bei Unruhen, die der Ermordung von Galeotto Manfredi folgten. Ein Jahrhundert später, 1595, war Maltesta Cavina, zusammen mit anderen, örtlichen Patriziern Anführer der Infanterie der Armee, die in Faenza für das Unternehmen von Ferrara zusammengezogen worden war, das sich dann als diplomatisch herausstellte. Pietro Maria Cavina (1646–1719) war in Faenza Segretario del Pubblico, ein bekannter Geograf und Geschichtswissenschaftler.
Die Familie, der der Palazzo Cavina seinen Namen verdankt, besaß die Staatsangehörigkeit von Faenza, obwohl sie nicht dauernd in der Stadt lebte, behielt dort ihr Haus und lebte weiterhin in Fognano: Sie zogen Ende des 18. Jahrhunderts nach Faenza um und waren ab 1722 Patrizier von Faenza. Zur Familie gehörte auch der Jesuitenpater Virgilio Cavina (1731–1808), ein bekannter Mathematiker in Cagliari und Bologna. Die definitive Ansiedlung des Hauses in Faenza kam mit dem Kauf des schönen Palazzo Naldi, der ab 1814 „Palazzo Cavina“ hieß. 1838 heiratete der Graf Carlo, der Nachfahre des Herrn Alfonso Cavina, der 1690 von Fognano nach Faenza umgezogen war, die Markgräfin Vittoria Durazzo aus Genua. Ihr Sohn, Graf Marcello Cavina, heiratete die Markgräfin Brigida Stanga aus Mailand und hatte mit ihr einen Sohn, Carlo, der 1906 die Gräfin Elena Zauli-Naldi ehelichte. Besagter Carlo erhielt per ministeriellen Dekrets vom 7. März 1902 die erblichen Titel eines Grafen und eines Patriziers von Faenza. Seine heutigen Nachkommen leben zum Teil in Faenza und zum Teil in Südafrika.